# Renée Richards

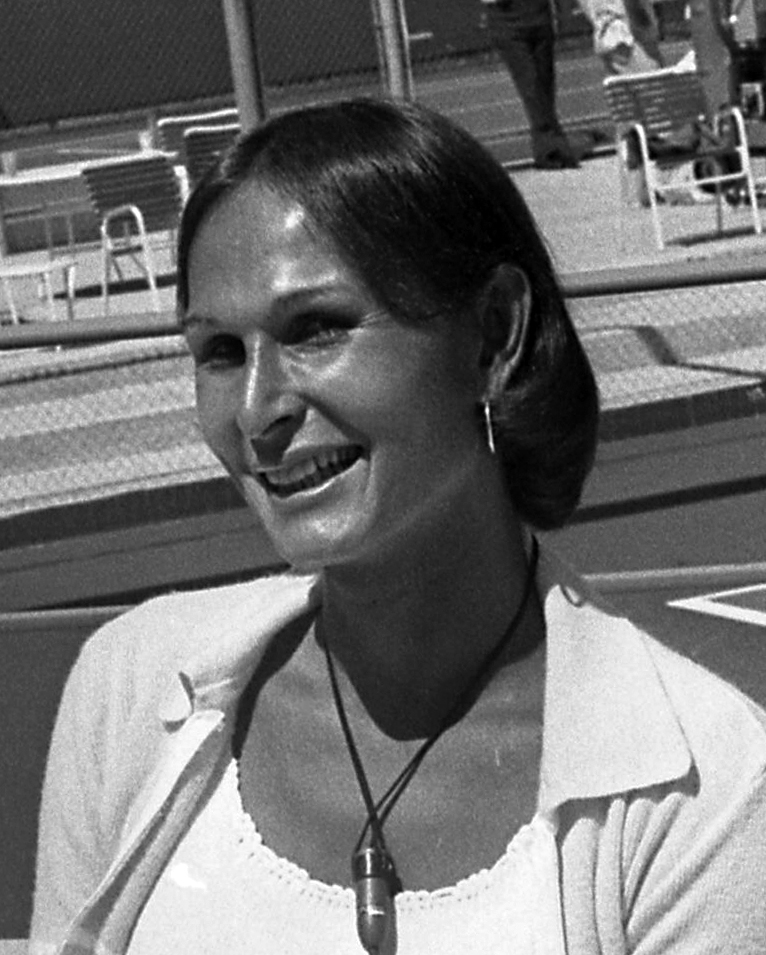
Renée Richards im Jahr 1976

Renée Richards (* 19. August 1934 als Richard Raskind in New York City, New York) ist eine US-amerikanische transgeschlechtliche ehemalige Tennisspielerin sowie eine Buchautorin und Augenärztin. Die US-Amerikanerin erreichte 1979 mit Platz 20 der Damen-Weltrangliste die höchste Platzierung, die Transpersonen je in der Tennis-Weltrangliste erzielt haben. In den 1950er Jahren hatte sie bereits als Mann an großen Tennisturnieren teilgenommen.
1975 unterzog sich Richards einer Geschlechtsangleichung. 1976 wurde ihr der Zugang zu den US Open durch die United States Tennis Association verwehrt. 1977 stimmte der US Supreme Court ihrer Klage gegen den Ausschluss zu. Die Entscheidung wurde als wegweisend für die Rechte von trans Menschen angesehen.

## Leben als Junge und junger Mann
Richards wurde als Sohn jüdischer Eltern in New York City geboren und hieß bei Geburt Richard Raskind. Sie wurde nach eigener Darstellung zu einem „netten jüdischen Jungen“ erzogen. Im Alter von sechs Jahren zog sie mit ihrer Familie nach Forest Hills. Raskind war von früher Kindheit an eine starke Tennisspielerin und gehörte in den späten 1940er und frühen 1950er Jahren zu den Top 10 der Tennis-Junioren der USA. Sie war Kapitän ihres High-School-Tennisteams auf der Horace Mann School in New York City und gewann mit 15 den Eastern Private Schools Interscholastic Titel im Einzel.
Die Linkshänderin und 1,88 Meter große Raskind besuchte die Elite-Universität Yale, spielte auch dort im Tennisteam der Universität und wurde 1954 Mannschaftskapitän. Nach Yale besuchte Raskind die medizinische Fakultät der Universität von Rochester und diente anschließend in der Marine der USA als Lieutenant Commander. Sie schlug dann eine Karriere als Augenärztin ein und spezialisierte sich im Gebiet des Strabismus. Raskind erreichte das Finale der nationalen 35-and-over Tennismeisterschaft im Jahr 1972.

## Transgeschlechtlichkeit
Mitte der 1960er Jahre reiste Raskind als Frau gekleidet durch Europa und beabsichtigte nach Nordafrika weiterzureisen, um Georges Burou, einen berühmten Geschlechtschirurgen, zum Zweck einer Geschlechtsangleichung in seiner Klinik in Casablanca in Marokko aufzusuchen. Sie änderte zunächst ihre Absicht und kehrte nach New York zurück, heiratete und wurde Vater eines Sohnes. Später kam Raskind auf Vermittlung von Harry Benjamin mit dem Geschlechtschirurgen Roberto C. Granato in Kontakt und ließ 1975 eine erfolgreiche Geschlechtsangleichung durchführen.

## Tenniskarriere nach der Geschlechtsangleichung
Richards wurde die Teilnahme als Frau an den US Open 1976 verweigert, falls sie sich nicht einem Chromosomentest unterzöge. Sie klagte gegen die United States Tennis Association, und im Jahr 1977 erhielt sie das Recht, an den US Open ohne jedweden Test als Frau teilzunehmen. Richards spielte von 1977 bis 1981 Frauentennis. Ihre höchste Platzierung war Nummer 20 der Weltrangliste im Februar 1979 und ihre höchste Jahresendplatzierung war Nummer 22 Ende des Jahres 1977. Ihr größter Erfolg war das Erreichen des Doppel-Finales der US Open 1977 zusammen mit Betty Ann Stuart – das Paar unterlag in einem knappen Match Martina Navrátilová und Betty Stöve. Richards erreichte zweimal das Halbfinale der US Open im Mixed, jeweils an der Seite von Ilie Năstase. 1979 schlug sie Nancy Richey im Finale des Damenwettbewerbs Über-35 der US Open. Richards feierte Siege über Hana Mandlíková, Sylvia Hanika, Virginia Ruzici und Pam Shriver. Später coachte sie Martina Navrátilová zu zwei Wimbledonsiegen und wurde in die USTA Eastern Tennis Hall of Fame im Jahr 2000 aufgenommen.
Die Frage der Zulassung von trans Personen zum Frauen-Profisport sieht Richards mittlerweile zwiespältig. Als Mann aufgewachsen zu sein habe ihr körperliche Vorteile über ihre Konkurrentinnen verschafft: „Hätte ich die Operation im Alter von 22 vornehmen lassen und wäre ich mit 24 in die Tour eingestiegen, hätte keine genetische Frau der Welt auch nur ansatzweise eine Chance gegen mich gehabt. Aus diesem Grund habe ich meine Meinung geändert. [...] Es gibt eine einzige Sache, die eine transsexuelle Frau nicht erwarten kann, und das ist die Erlaubnis, Profisport in ihrem gewählten Bereich betreiben zu dürfen.“

## Autorin
1983 veröffentlichte Richards ihre erste Autobiographie unter dem Titel Second Serve, das 1986 von Anthony Page mit Vanessa Redgrave in der Hauptrolle verfilmt wurde. 2007 veröffentlichte Richards eine zweite Autobiographie unter dem Titel No Way Renee. The Second Half of My Notorious Life, in der sie ihr Bedauern über die Art ihrer Berühmtheit ausdrückte, die aus ihrer Transgeschlechtlichkeit hervorging. Sie betonte jedoch, dass sie die Geschlechtsangleichung als solche nicht bereue. An beiden Ausgaben ihrer Autobiographie wirkte John Ames als Co-Autor mit.

## Teilnahme an Grand-Slam-Turnieren
Zwischen 1953 und 1960 nahm Richard Raskind fünfmal am Herren-Einzelwettbewerb der US Open teil und erreichte 1955 die zweite Runde. Von 1977 und 1981 nahm Renée Richards fünfmal am Damen-Einzelwettbewerb der US Open teil und erreichte 1979 die 3. Runde sowie 1980 die zweite Runde. Außerdem nahm sie von 1977 bis 1981 am Damen-Doppel der US Open teil und erreichte 1977 das Finale, 1978 die zweite Runde sowie 1980 und 1981 die dritte Runde.
Auch am Mixed-Wettbewerb nahm sie von 1978 bis 1980 jeweils bei den UP Open teil, sie erreichte 1979 das Halbfinale und 1980 die dritte Runde. Bei den nicht erwähnten Terminen schied sie in der ersten Runde aus. An anderen Grand-Slam-Turnieren nahm sie nicht teil.
Finalteilnahme
| Nr. | Datum          | Turnier | Kategorie  | Belag | Partnerin        | Turniersieger                   | Ergebnis |
| --- | -------------- | ------- | ---------- | ----- | ---------------- | ------------------------------- | -------- |
| 1.  | September 1977 | US Open | Grand Slam | Sand  | Betty-Ann Stuart | Martina Navratilova Betty Stöve | 1:6, 6:7 |